# Берёзовка (Молдова)
Берёзовка (рум. Berezovca) — село в Окницком районе Молдавии. Наряду с селом Каларашовка входит в состав коммуны Кэлэрашеука.

## География
Село Берёзовка расположено примерно в 21 км западнее города Окница на высоте 244 метров над уровнем моря. В 2 км к северо-западу от села проходит автодорога E583.

## История
До 1965 г. носило название Первомайск.

## Население
По данным переписи населения 2004 года, в селе Берёзовка проживает 567 человек (290 мужчин, 277 женщин).
Этнический состав села:
| Национальность | Число жителей | Процентный состав |
| -------------- | ------------- | ----------------- |
| украинцы       | 481           | 84.83             |
| молдаване      | 54            | 9.52              |
| русские        | 21            | 3.7               |
| болгары        | 1             | 0.18              |
| прочие         | 10            | 1.76              |
| Всего          | 567           | 100%              |

## Достопримечательности

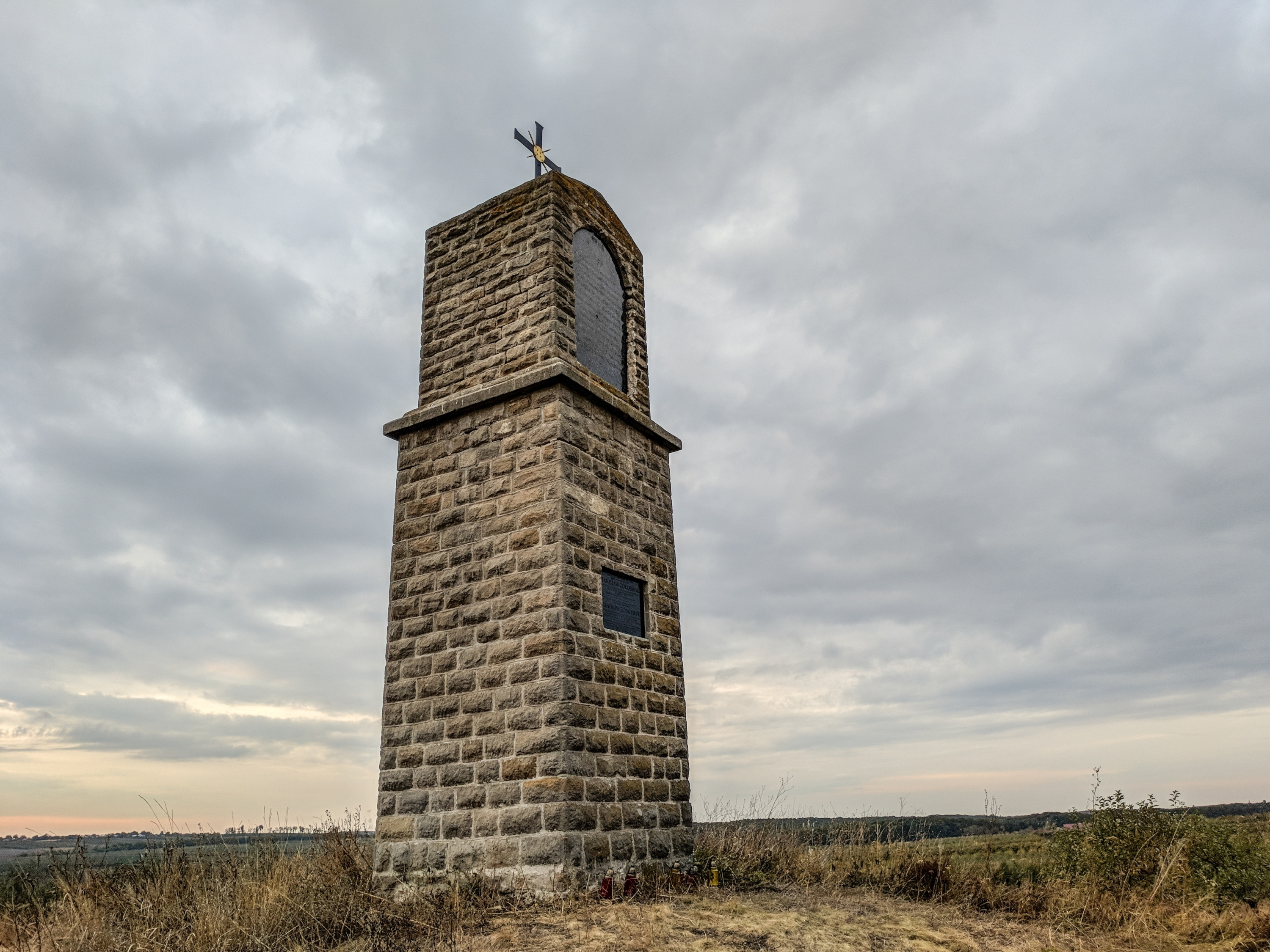
Памятник на месте гибели Станислава Жолкевского

- Памятник Станислава Жолкевского